# 럼블 피쉬 (영화)
《럼블 피쉬》(영어: Rumble Fish)는 미국에서 제작된 프랜시스 포드 코폴라 감독의 1983년 드라마 영화이다. S. E. 힌턴의 동명 소설이 원작이다. 맷 딜런 등이 출연하였고, 더그 클레이본 등이 제작에 참여하였다.
이 영화는 누아르 영화 느낌의 아방가르드 스타일을 추구한 것으로 잘 알려져 있으며 고대비 흑백 필름으로 촬영되었다.

## 출연진
- 맷 딜런
- 미키 루크
- 다이앤 레인
- 데니스 호퍼
- 다이애나 스카위드
- 빈센트 스파노
- 니컬러스 케이지
- 크리스 펜
- 래리 피시번
- 트레이시 월터
- 글렌 위스로
- 톰 웨이츠
- 도미노
- S. E. 힌턴

## 기타 제작진
- 협력 제작: 잔칼로 코폴라, 로먼 코폴라
- 미술: 딘 태벌레리스
- 의상: 마지 바워스
- 음향: 랜디 톰